# Petroglif
Petroglifi su piktogrami i logogrami uklesani u kamene stijene. Uglavnom se vežu za prapovijesne kulture, a riječ dolazi iz francuskog izraza pétroglyphe, koji je izveden iz grčkih riječi petros ("kamen") i glyphein ("urezivati, klesati").
Najstariji petroglifi datiraju u kasni paleolit i rani mezolit, oko 10.000 - 8.000 pr. Kr., a najviše ih je nastalo tijekom neolita. Oko 7.000. pr. Kr. počeli su se pojavljivati i prvi pismeni znakovi u obliku piktograma i ideograma.
Mogu se pronaći širom svijeta, osim na Antarktiku, a najveća koncentracija im je u zapadnoj Europi, Skandinaviji, dijelovima Afrike, Sibiru, jugozapadnoj Sjevernoj Americi i Australiji.

## Galerija
- Val Camonica (Italija) je najveće nalazište petroglifa u Europi (preko 350.000)
- Petroglifi Alte (Norveška)
- Tzv. "Novinarski kamen", Nacionalni park Canyonlands, Utah (SAD)
- Tassili n'Ajjer, Alžir
- Tamgali, Kazahstan
- Nacionalni park Gobustan, Azerbajdžan
- Čolpon-Alta, Kirgistan
- Orongo, Rapa Nui
- Talampaya, Argentina

## Vanjske poveznice
- Petroglifi Galicije, Španjolska  Arhivirana inačica izvorne stranice od 1. ožujka 2011. (Wayback Machine)
- Petroglifski park  Arhivirana inačica izvorne stranice od 10. listopada 2007. (Wayback Machine)
- Članci o petroglifima Latinske Amerike